# Скрикйофоссен
Скрикйофоссен (норв. Skrikjofossen, англ. Skrikjo Waterfall) — водопад в Норвегии, расположенный в муниципалитете Улленсванг фюльке Хордаланн.
Водопад расположен в 3,5 км к юго-востоку от деревни Лофтус, падает с плато Хардангервидда. Общая высота составляет 455 м, высота падения одиночной капли составляет 260 м.

## Галерея
- Водопад Скрикйофоссен
- Хардангерфьорд
- Вид на водопад со стороны деревни Лофтус